# Leptoctenopsis redimita
Leptoctenopsis redimita là một loài bướm đêm trong họ Geometridae.